# جاج (مجله)

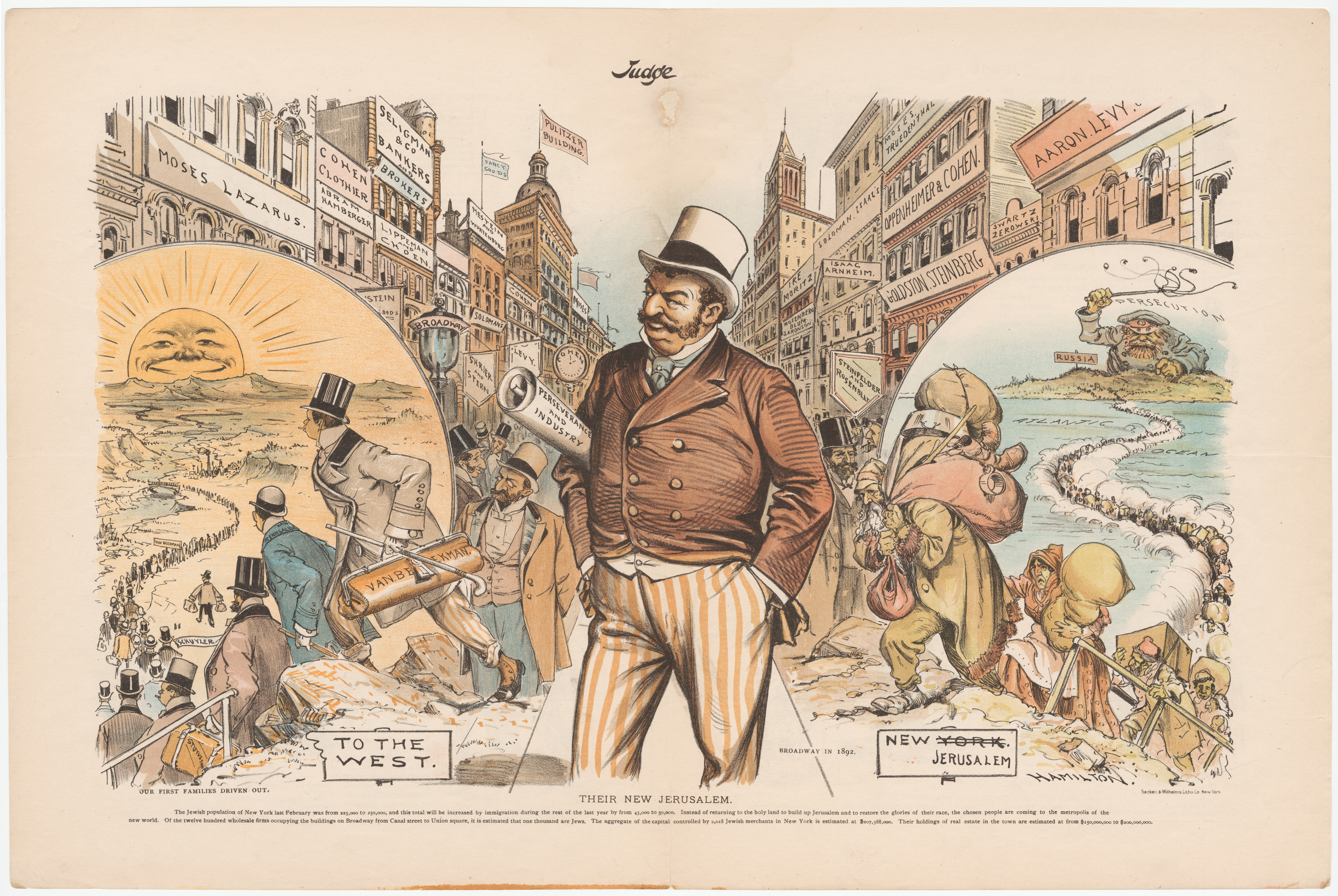
نگاره‌ای از یک کارتون ضدمهاجرت و یهودستیزانه با عنوان «مسیر یهودیان» که در سال ۱۸۹۲ میلادی در مجلهٔ جاج منتشر شد. موضوع کارتون، انتقاد از ورود پناهجویان فقیر یهودی از امپراتوری روسیه به نیویورک در شرق آمریکا و پس از چندین سال، مهاجرت و تغییر مکان یهودیان-که حال ثروتمند شده‌اند- به ایالت‌های غربی است.

جاج (به انگلیسی: Judge)، مجلهٔ فکاهی بود که از سال ۱۸۸۱ تا ۱۹۴۷ میلادی در ایالات متحده آمریکا منتشر می‌شد. این مجله کارتون‌ها و کاریکاتورها و طنزهای سیاسی رنگی را چاپ می‌کرد و اصلی‌ترین رقیب مجلهٔ پاک بود.

## نگارخانه

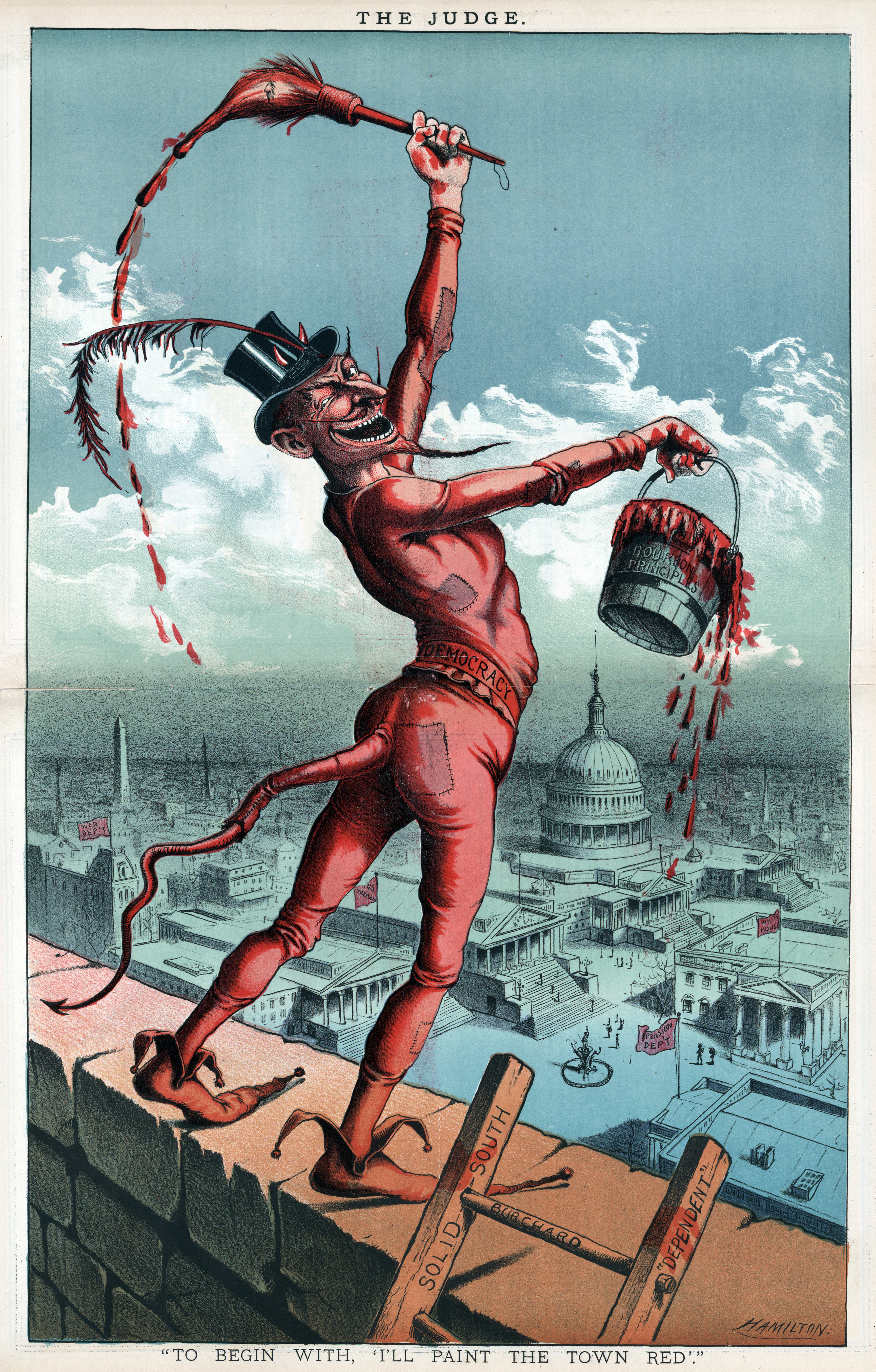
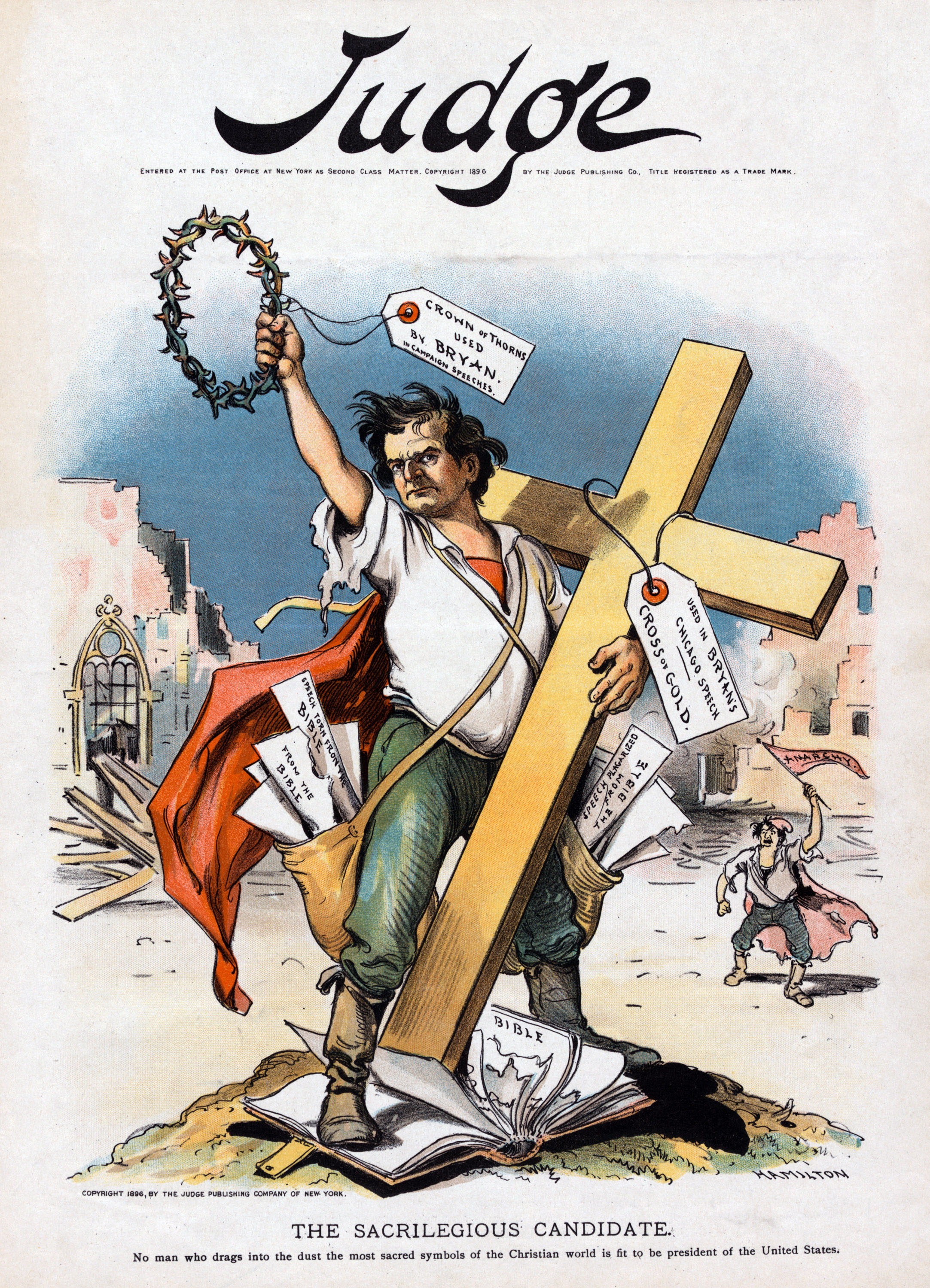
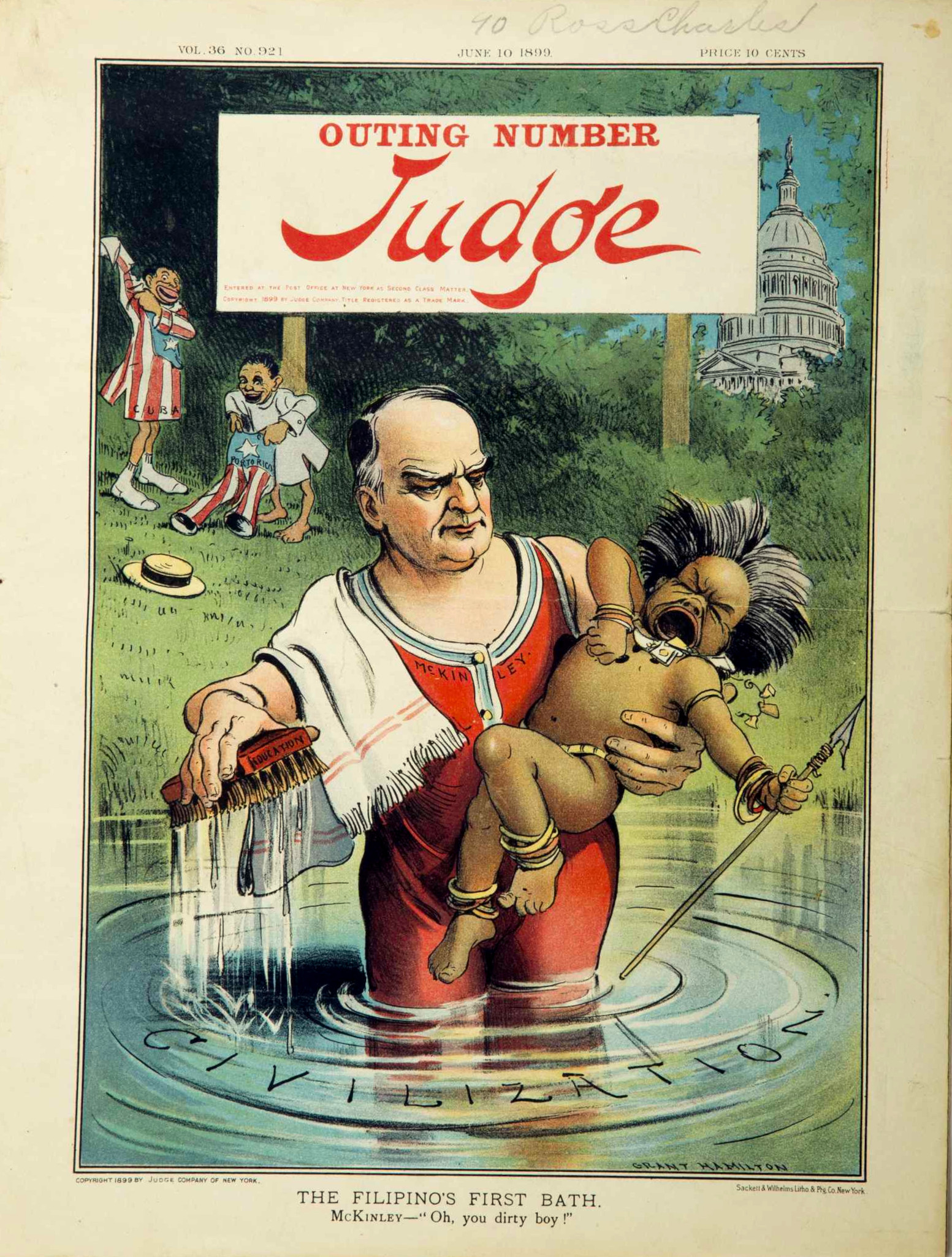
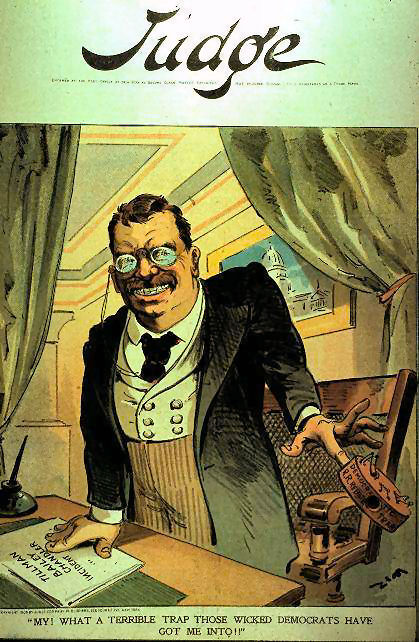